# Альтеркюльц
Альтеркюльц (нім. Alterkülz) — громада в Німеччині, розташована в землі Рейнланд-Пфальц. Входить до складу району Рейн-Гунсрюк. Складова частина об'єднання громад Кастеллаун.
Площа — 7,58 км2. Населення становить 384 ос. (станом на 31 грудня 2020).

## Галерея

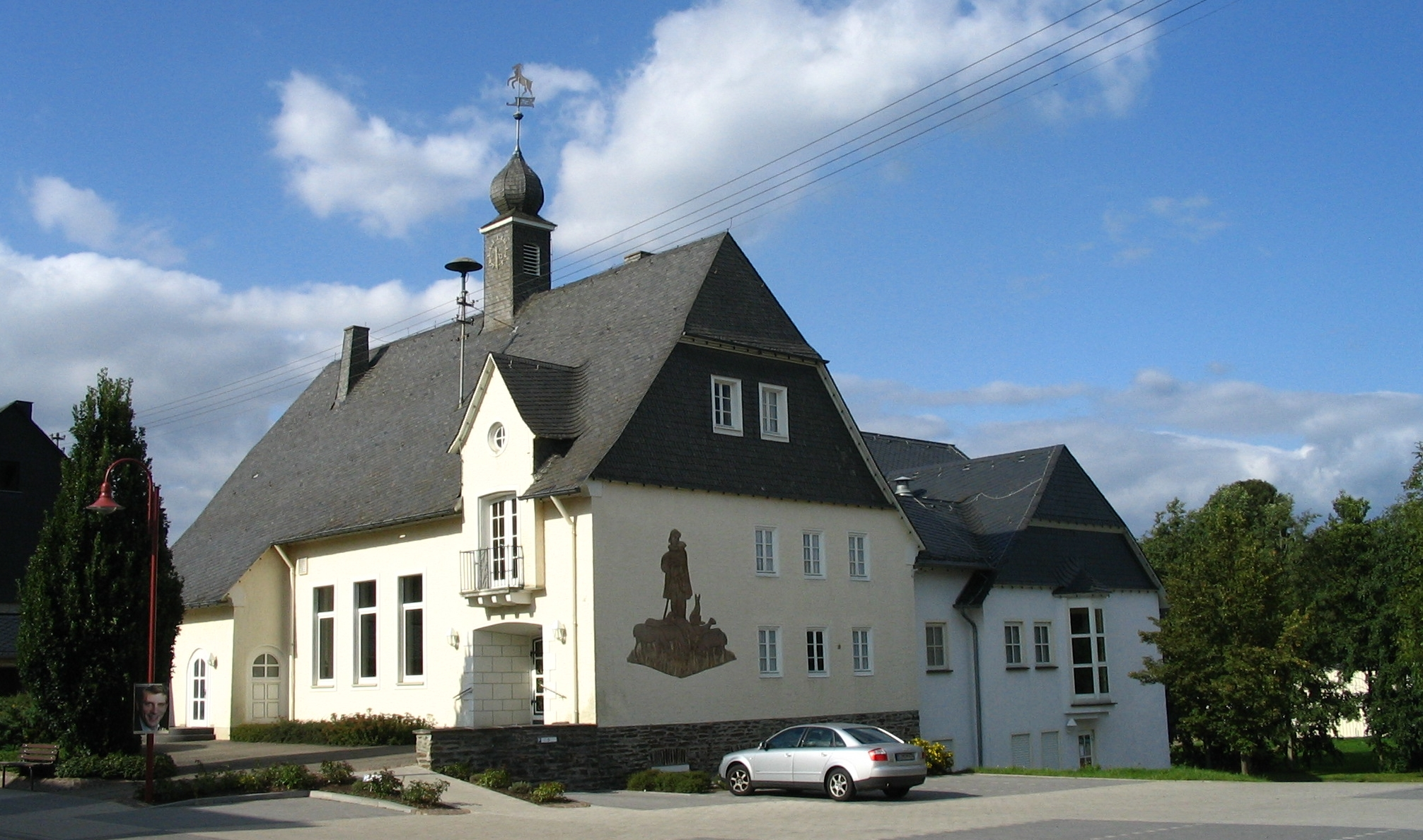